# ホルドム駅

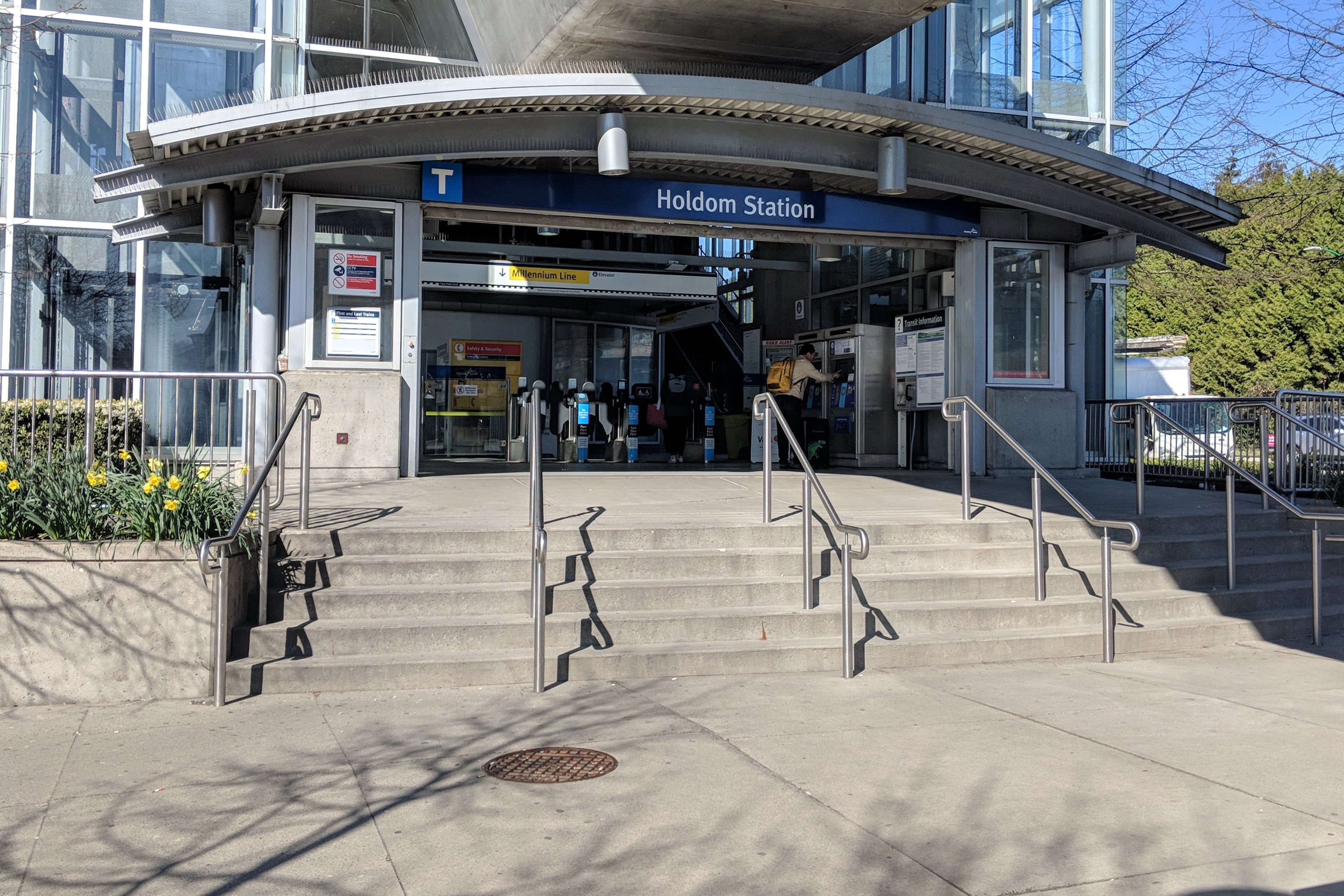
ホルドム駅玄関

ホルドム駅（英: Holdom Station）は、カナダのブリティッシュコロンビア州バーナビーにある、スカイトレイン ミレニアム・ラインの駅である。

## 歴史
- 2002年8月31日：ミレニアム・ラインの駅として開業[1]。
- 2016年1月：ICカード「コンパスカード」の利用が可能となる[2]。

## 駅構造
相対式ホーム2面2線を有する高架駅である。
| ホーム | 路線              | 行先                          |
| ------ | ----------------- | ----------------------------- |
| 1      | ■ミレニアムライン | VCC-クラーク方面              |
| 2      | ■ミレニアムライン | ラファージ湖 - ダグラス駅方面 |

## 駅周辺
施設
- バーナビー湖公園

バス路線
スカイトレインが運行しない深夜には夜行バスN9が運行しており。
| バス停 | 路線                                                          |
| ------ | ------------------------------------------------------------- |
| 58342  | 129系統・パターソン駅, 136系統・ローヒード・タウンセンター駅, |
| 58343  | 133系統・エドモンズ駅                                         |
| 53302  | N9 コキットラム・セントラル駅（深夜バス)                      |
| 53309  | N9 ダウンタウン（深夜バス)                                    |

## 隣の駅
■ミレニアムライン
ブレントウッドタウンセンター駅 - ホルドム駅 - スパーリング-バーナビー・レイク駅